# Oddziaływanie silne
Oddziaływanie silne – jedno z czterech oddziaływań uznanych za podstawowe. Spośród cząstek elementarnych opisanych w ramach modelu standardowego silnie oddziałują tylko kwarki, antykwarki i gluony (tzw. cząstki gorące). Oddziaływanie to wiąże kwarki w obrębie hadronów (a więc i np. w obrębie protonu i neutronu).
Zgodnie z chromodynamiką kwantową, każdy kwark przenosi ładunek koloru (lub mówiąc prościej kolor) o jednej z możliwych wartości: czerwony, zielony lub niebieski. Te nazwy są czysto umowne i nie mają nic wspólnego ze zwykłymi kolorami, które postrzegamy wzrokiem. Każdy antykwark przenosi z kolei antykolor i może to być odpowiednio: antyczerwony, antyzielony lub antyniebieski. Cząstki mogą istnieć samodzielnie jedynie jeśli mają neutralny kolor (a więc kwarki nie mogą istnieć samodzielnie) – najprostsze i jedyne o potwierdzonym występowaniu kombinacje kwarków spełniające ten warunek to cząstka złożona z kwarków czerwonego, zielonego i niebieskiego (taka cząstka nazywana jest barionem), analogiczna kombinacja antykwarków (antybarion) albo cząstka złożona z kwarka i antykwarka posiadającego odpowiedni w stosunku do kwarka antykolor (taka cząstka nazywana jest mezonem). Tzw. hadrony egzotyczne mogą mieć inny skład kwarkowy; zaliczają się do nich m.in. tetrakwarki złożone z dwóch par kwark-antykwark i hipotetyczne pentakwarki złożone z trzech różnokolorowych kwarków i pary kwark-antykwark.
Oddziaływanie silne zachodzi pomiędzy dwoma kwarkami poprzez wymianę cząstek zwanych gluonami przenoszących jednocześnie ładunki kolorowe i antykolorowe. Istnieje osiem różnych gluonów.

Ponieważ pary kwarków oddziałują ze sobą nieustannie, następuje ciągła zmiana ich koloru, ale odbywa się to w taki sposób, że całkowity kolor jest zachowany. Jeśli, powiedzmy, czerwony kwark przyciągany jest do zielonego wewnątrz barionu, gluon przenoszący antykolor antyzielony oraz kolor czerwony jest emitowany przez czerwony kwark i absorbowany przez zielony. W wyniku, pierwszy kwark zmienia swój kolor na zielony, a drugi na czerwony (całkowity ładunek koloru pozostaje zachowany zielony/czerwony). Jeśli niebieski kwark i antyniebieski antykwark oddziałują wewnątrz mezonu, kwark może np. wyemitować gluon przenoszący antyczerwony antykolor i niebieski kolor, a antykwark może go zaabsorbować. W wyniku, niebieski kwark zamienia się w czerwony, a antyniebieski antykwark – w antyczerwony (całkowity ładunek kolorowy pozostaje niezmieniony – równy zero). Kontynuując, dwa zielone kwarki odpychają się nawzajem poprzez wymianę gluonów niosących zielony i antyzielony kolor; kwarki pozostają zielone.
Ponieważ cząstki pośredniczące, gluony, przenoszą ładunek koloru, także mogą oddziaływać ze sobą (w odróżnieniu np. od fotonów – nośników oddziaływania elektromagnetycznego, które nie przenoszą ładunku elektrycznego będącego źródłem pola). Skutkiem jest bardzo mały zasięg tego rodzaju oddziaływań (niewiele większy od promienia barionu, czyli około 10000 razy mniej od promienia atomu wodoru) pomimo tego, że gluony nie posiadają masy.
Oddziaływanie silne ma także zaskakującą właściwość: jego siła rośnie wraz ze wzrostem odległości między kwarkami (mówi się o tzw. asymptotycznej swobodzie). Ten efekt uniemożliwia obserwację niezwiązanych kwarków. Gdy rośnie odległość między dwoma kwarkami, rośnie też siła, a więc i energia oddziaływania. Jeśli odległość/energia stanie się wystarczająco duża, mogą powstać nowe kwarki. Początkowe dwa kwarki zostaną odseparowane, ale na miejscu partnera pojawi się nowy kwark lub antykwark. Jest to powód, dla którego kwarki można obserwować tylko w postaci związanej, nigdy osobno.